# Elitkampen
Elitkampen, Nordisk Elitkamp, är en travtävling för kallblodiga nordiska travhästar som körts sedan 1986, och avgörs varje år på Solvalla i samband med det mer kända Elitloppet. Loppet körs över distansen 1 640 meter (tidigare 1 609 meter) med autostart. Deltagarlistan i loppet brukar omfatta i huvudsak svenska och norska hästar men det deltar även finska hästar. 
Två hästar har vunnit loppet fem år i rad. I slutet på 1990-talet tog den finska hästen Viesker fem raka segrar, och under 2000-talets början dominerade den svenska hästen Järvsöfaks med Jan-Olov Persson i sulkyn som även han vann loppet fem år i rad.

## Prispengar
Från 1986–1992 hade loppet 100 000 kronor i förstapris. Inför 1993 års upplaga höjdes förstapriset till 150 000 kronor, och inför 2000 års upplaga höjdes det till 200 000 kronor. 2011 höjdes förstapriset ytterligare, denna gången till 300 000 kronor.
Inför 2019 års upplaga meddelade Solvalla att de gör en storsatsning på Elitkampen, och höjer förstapriset i loppet till en halv miljon kronor. Totalt delas det ut 1 020 000 kronor i prispengar i loppet.

## Segrare
| År   | Häst          | Kusk                   | Tränare                | Land    | Odds  | Tid    |
| ---- | ------------- | ---------------------- | ---------------------- | ------- | ----- | ------ |
| 2025 | Tangen Bork   | Tom Erik Solberg       | Öystein Tjomsland      | Norge   | 4,17  | 1.19,1 |
| 2024 | Tangen Bork   | Tom Erik Solberg       | Öystein Tjomsland      | Norge   | 5,95  | 1.18,6 |
| 2023 | Evartti       | Santtu Raitala         | Antti Ojanperä         | Finland | 3,42  | 1.20,4 |
| 2022 | Odd Herakles  | Tom Erik Solberg       | Odd Paulsen            | Norge   | 3,15  | 1.20,0 |
| 2021 | Odd Herakles  | Tom Erik Solberg       | Fredrik Fransson       | Norge   | 1,80  | 1.18,6 |
| 2020 | Odd Herakles  | Tom Erik Solberg       | Lars O. Romtveit       | Norge   | 2,75  | 1.19,1 |
| 2019 | Tangen Haap   | Björn Karlsson         | Björn Karlsson         | Norge   | 13,23 | 1.20,4 |
| 2018 | Lome Brage    | Erik Adielsson         | Jan-Olov Persson       | Norge   | 6,44  | 1.19,8 |
| 2017 | Polara        | Antti Tupamäki         | Antti Tupamäki         | Finland | 3,28  | 1.19,0 |
| 2016 | Vitter        | Mika Forss             | Jalmari Svart          | Finland | 2,97  | 1.18,5 |
| 2015 | Lannem Silje  | Tor Wollebaek          | Ola M. Skrugstad       | Norge   | 2,53  | 1.18,8 |
| 2014 | Neslands Loke | Åsbjörn Tengsareid     | Kåre Refsland          | Norge   | 39,28 | 1.20,8 |
| 2013 | Tekno Odin    | Öystein Tjomsland      | Öystein Tjomsland      | Norge   | 1,43  | 1.20,6 |
| 2012 | Hallsta Lotus | Ulf Ohlsson            | Jan-Olov Persson       | Sverige | 1,23  | 1.19,9 |
| 2011 | Feseth Lynet  | Jan-Ove Olsen          | Ola Engevold           | Norge   | 9,20  | 1.20,4 |
| 2010 | Hallsta Lotus | Ulf Ohlsson            | Jan-Olov Persson       | Sverige | 8,13  | 1.19,7 |
| 2009 | Röste Bo      | Åsbjörn Tengsareid     | Åsbjörn Tengsareid     | Sverige | 3,62  | 1.20,3 |
| 2008 | Vinning Kos   | Thor Borg              | Dag Gihle              | Norge   | 17,48 | 1.20,7 |
| 2007 | Moe Odin      | Asbjörn Mehla          | Ola Engevold           | Norge   | 3,66  | 1.19,4 |
| 2006 | Järvsöfaks    | Jan-Olov Persson       | Jan-Olov Persson       | Sverige | 1,10  | 1.19,6 |
| 2005 | Järvsöfaks    | Jan-Olov Persson       | Jan-Olov Persson       | Sverige | 1,29  | 1.19,4 |
| 2004 | Järvsöfaks    | Jan-Olov Persson       | Jan-Olov Persson       | Sverige | 1,05  | 1.18,9 |
| 2003 | Järvsöfaks    | Jan-Olov Persson       | Jan-Olov Persson       | Sverige | 1,11  | 1.19,1 |
| 2002 | Järvsöfaks    | Jan-Olov Persson       | Jan-Olov Persson       | Sverige | 1,25  | 1.20,2 |
| 2001 | Sagi Knut     | Jorma Kontio           | Alf Stordal            | Norge   | 39,66 | 1.21,2 |
| 2000 | Viesker       | Kaarlo Ahokas          | Kaarlo Ahokas          | Finland | 1,17  | 1.20,2 |
| 1999 | Viesker       | Kaarlo Ahokas          | Kaarlo Ahokas          | Finland | 1,25  | 1.22,7 |
| 1998 | Viesker       | Kaarlo Ahokas          | Kaarlo Ahokas          | Finland | 1,46  | 1.21,2 |
| 1997 | Viesker       | Kaarlo Ahokas          | Kaarlo Ahokas          | Finland | 1,40  | 1.21,7 |
| 1996 | Viesker       | Kaarlo Ahokas          | Kaarlo Ahokas          | Finland | 2,00  | 1.21,7 |
| 1995 | Åslands Kvikk | Edvar Kristiansen      | Frode Isdahl           | Norge   | 4,01  | 1.23,1 |
| 1994 | Ponseri       | Anssi Niininen         | Anssi Niininen         | Finland | 1,76  | 1.23,3 |
| 1993 | Atom Vinter   | Rune Wiig              | Rune Wiig              | Norge   | 2,54  | 1.23,3 |
| 1992 | Verner        | Jim Frick              | Jim Frick              | Sverige | 3,41  | 1.21,5 |
| 1991 | Atom Vinter   | Arve Gudbrand Blihovde | Arve Gudbrand Blihovde | Norge   | 3,80  | 1.22,1 |
| 1990 | Atom Vinter   | Arve Gudbrand Blihovde | Arve Gudbrand Blihovde | Norge   | 8,73  | 1.21,9 |
| 1989 | Svinten       | Kenneth Karlsson       | Kenneth Karlsson       | Sverige | 4,00  | 1.23,3 |
| 1988 | Alm Svarten   | Tore H. Larsen         | Knut Alm               | Norge   | 1,23  | 1.23,7 |
| 1987 | Alm Svarten   | Ulf Thoresen           | Knut Alm               | Norge   | 1,36  | 1.21,5 |
| 1986 | Alm Svarten   | Ulf Thoresen           | Knut Alm               | Norge   | 6,19  | 1.23,0 |